# الفبای زبان لاتین
الفبای لاتین (انگلیسی: Latin alphabet), (لاتین: Abecedarium Latinum) که از آن با نام الفبای رومی نیز یاد می‌کنند پرکاربردترین سامانهٔ نوشتاری در جهان است که الفبای استاندارد زبان انگلیسی و بیشتر ملت‌های اروپایی و سرزمین‌هایی که اروپاییان در آن زندگی می‌کنند می‌باشد. این الفبا پیش از سال ۶۰۰ ق.م. از الفبای اتروسکی برگرفته شده و این گمان می‌رود که تبار آن از راه الفبای اتروسکی، یونانی و فنیقی به الفبای سامی شمالی برسد که در سوریه و فلسطین در نزدیکی ۱۱۰۰ پیش از میلاد به کار می‌رفت. در گذشته الفبای لاتین کلاسیک دربرگیرندهٔ ۲۳ نویسه بود که ۲۱ تای آن از الفبای اتروسکی گرفته شده است. حروف J, U, W در این الفبا جایی ندارند و از حروف دیگر برای ادای این حروف استفاده می‌شود. حروف M, X, V, I که به ترتیب نشان‌دهندهٔ عددهای یک، پنج، ده و هزار هستند. ترکیب قرارگیری این حروف در کنار هم نشان‌دهندهٔ عدد مورد نظر است، برای نمونه MMXII برابرِ عدد ۲۰۱۲ می‌باشد.